# Polyglyphanodontia
Polyglyphanodontia es un clado extinto de lagartos del Cretácico Superior (del Santoniense al Maastrichtiense) que incluye una docena de géneros. Los poliglifanodontes fueron la forma dominante de lagartos en Asia durante finales del Cretácico y eran un componente pequeño de la fauna de lagartos de Norteamérica y Europa. Fueron uno de los primeros grupos de lagartos que reemplazaron a los esfenodontos como los lepidosaurios predominantes. El grupo se extinguió durante la extinción masiva del Cretácico-Terciario. Los huesos de la mandíbula de los poliglifanodontes se parecen bastante a los de los lagartos teídos, por tanto algunos supuestos teídos del Cretácico Superior podrían ser de hecho poliglifanodontes.
Un análisis filogenético a gran escala de los lagartos fósiles de 2012 halló que Polyglyphanodontia era el taxón hermano del grupo mayor de lagartos Scleroglossa. Dado que los primeros escleroglosos aparecieron en el Jurásico Superior, los poliglifanodontes deben haberse originado en esa época si la filogenia es correcta. Sin embargo, los poliglifanodontes están limitados al Cretácico, lo que implica que puede haber un largo linaje fantasma.

## Géneros
- Chamops Marsh, 1892
- Cnephasaurus Gao & Fox, 1996
- Dicothodon Nydam, 1999
- Geronticeps
- Glyptogenys Gao & Fox, 1991
- Haptosphenus Estes, 1964
- Kleskunsaurus Nydam, Caldwell & Fanti, 2010
- Leptochamops Estes, 1964
- Meniscognathus Estes, 1964
- Obamadon[2] Longrich et al., 2012
- Peneteius Estes, 1969
- Pelsochamops[3] Makádi, 2013
- Polyglyphanodon Gilmore, 1940
- Socognathus Gao & Fox, 1991
- Sphenosaigon
- Stypodontosaurus Gao & Fox, 1996
- Tripennaculus Nydam & Voci, 2007